# Parasita

Tetragnatha montana viva parasitada por larva de Acrodactyla quadrisculpta.

Parasitas ou parasitos são organismos que vivem em associação com outros dos quais retiram os meios para a sua sobrevivência, normalmente prejudicando o organismo hospedeiro, um processo conhecido por parasitismo. 
Todas as doenças infecciosas e as infestações dos animais e das plantas são causadas por seres considerados parasitas.
O efeito de um parasita no hospedeiro pode ser mínimo, sem lhe afectar as funções vitais, como é o caso dos piolhos, até poder causar a sua morte ou uma grave doença, como é o caso de muitos vírus e bactérias patogénicas. Neste caso extremo, o parasita normalmente morre com o seu hospedeiro, mas em muitos casos, o parasita pode ter-se reproduzido e disseminado os seus descendentes, que podem ter infestado outros hospedeiros, perpetuando assim a espécie, como no caso do Plasmodium.
Algumas espécies são parasitas apenas durante uma fase do seu ciclo de vida: o cuco, por exemplo, é parasita de outra ave apenas na fase de ovo e juvenil, enquanto que os adultos têm vida independente.

## Etimologia
O termo parasita descende do latim parasitus que, por sua vez, deriva do grego παράσιτος (parásitos), ou seja, "aquele que come na mesa de outrem". O termo grego é composto de παρά (para), "junto a, ao lado" e σῖτος (sitos), "alimento". O termo acabou por significar o comensal que adulava alguém de alta posição social para que pudesse comer gratuitamente em sua casa.

## Classificação
Os parasitas podem classificar-se segundo a parte do corpo do hospedeiro que atacam:
- Ectoparasitas atacam a parte exterior do corpo do hospedeiro;
- Endoparasitas vivem no interior do corpo do hospedeiro;
- Hemoparasita parasita que vive na corrente sanguínea.

Outra forma de classificar os parasitas depende dos hospedeiros e da relação entre parasita e hospedeiro:
- Parasitas obrigatórios, só vivem se tiverem hospedeiro, como os vírus;
- Parasitas facultativos, não dependem do hospedeiro para sobreviver, e sim optam por parasitá-lo;
- Parasitas protelianos, forma de parasitismo exclusiva de estágios larvares, sendo o estágio adulto de vida livre.

Os parasitas obrigatórios são considerados mais adaptados para o parasitismo que os facultativos, uma vez que possuem adaptações para isso. Muitas vezes, um hospedeiro obrigatório desenvolve defesas contra um parasita e, se o parasita consegue desenvolver um mecanismo para ultrapassar essas defesas, pode levar a um processo chamado co-evolução.
Os parasitas mais comuns são: os vírus, as bactérias, os vermes, os artrópodes e os protozoários

## Adaptações do parasita
As adaptações ao parasitismo podem chegar à redução ou mesmo desaparecimento de praticamente todos os órgãos, com excepção dos órgãos da alimentação e os reprodutores, como acontece com as ténias e lombrigas.
Alguns parasitas são de tal forma modificados  que se torna difícil associá-los a espécies afins que têm vida livre, como acontece com muitos crustáceos como, por exemplo, o rizocéfalo).
Um outro caso de adaptação relaciona-se com a sua forma de disseminação: nos casos do plasmódio da malária ou da bilhárzia, a reprodução sexuada não se dá dentro do hospedeiro, mas sim dentro doutra espécie, que pode servir apenas de vector para a infecção de outro hospedeiro.